# Игуман Данило (Домазетовић)
Данило (световно Дејан Домазетовић; Призрен, 16. март 1980) архимандрит је Српске православне цркве и игуман Манастира Бањске.

## Биографија
Игуман Данило je рођен 16. мартa 1980. године у Призрену, од побожних и честитих родитеља Ивице и Славице. Приликом крштења је добио име Дејан. Основну школу завршио је у родном месту а потом и богословију.
Ступа у Манастир Свети Архангели код Призрена, као искушеник 19. јануара 2001. где остаје све до 15. септембра 2004. године када долази у манастир Бањску код Звечана. Замонашен је 12. новембра 2004. године у Бањској, од стране тадашњега епископа рашко-призренскога г. Артемија, добивши монашко име Данило.
Рукоположен је у чин јерођакона 24. априла 2005. године, а у чин јеромонаха 3. децембра 2006. године у манастиру Бањска од стране епископа рашко-призренскога господина Артемија. Одлуком епископа постављен је 17. фебруара 2010. године за игумана манастира Бањске.
Чин архимандрита добио је 24. новембра 2024. године од стране митрополита рашко-призренскога господина Теодосија (Шибалића), у манастиру Дечани.